# Jokkmokks fjällträdgård

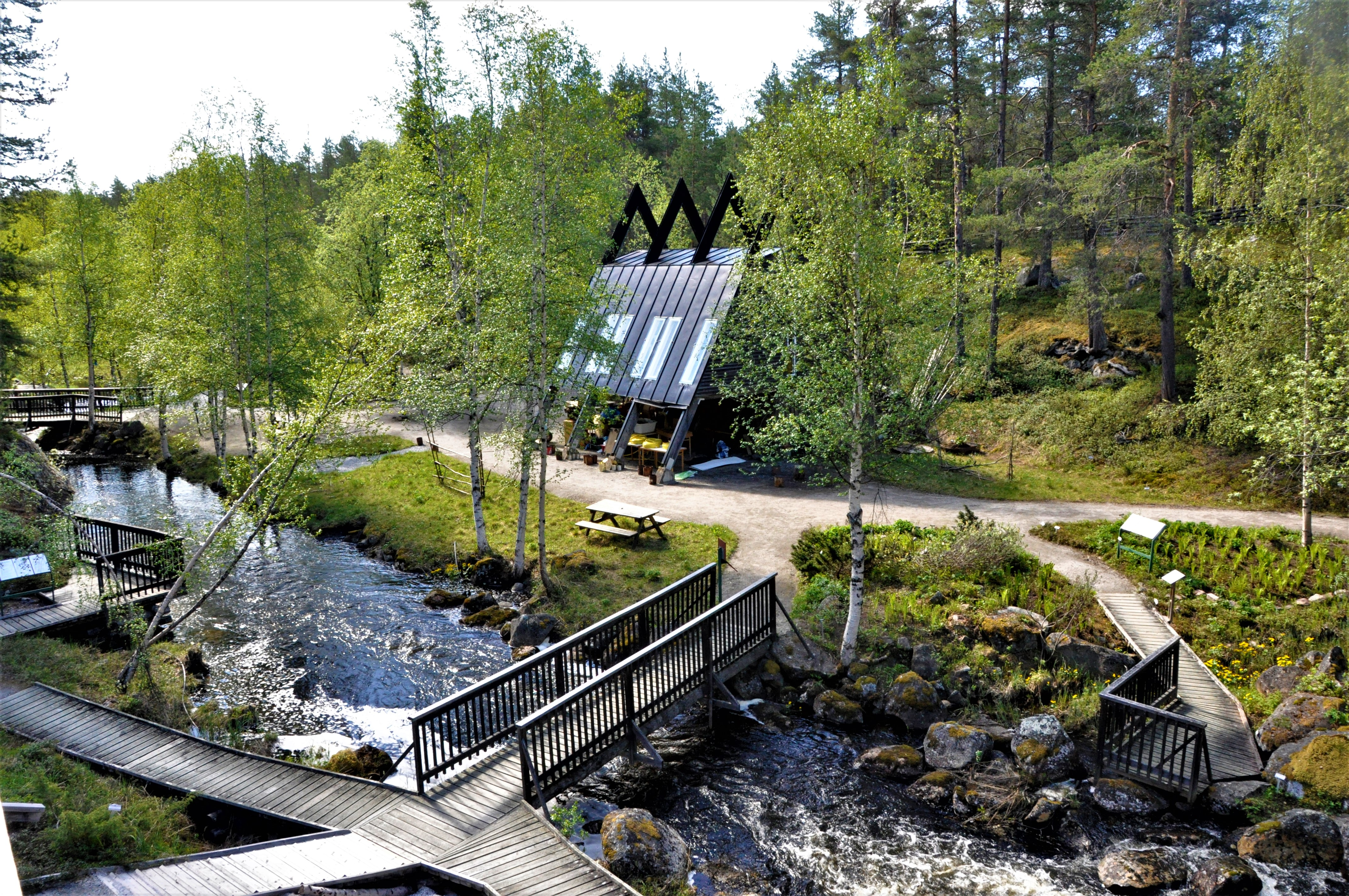
Utblick mot informationshuset

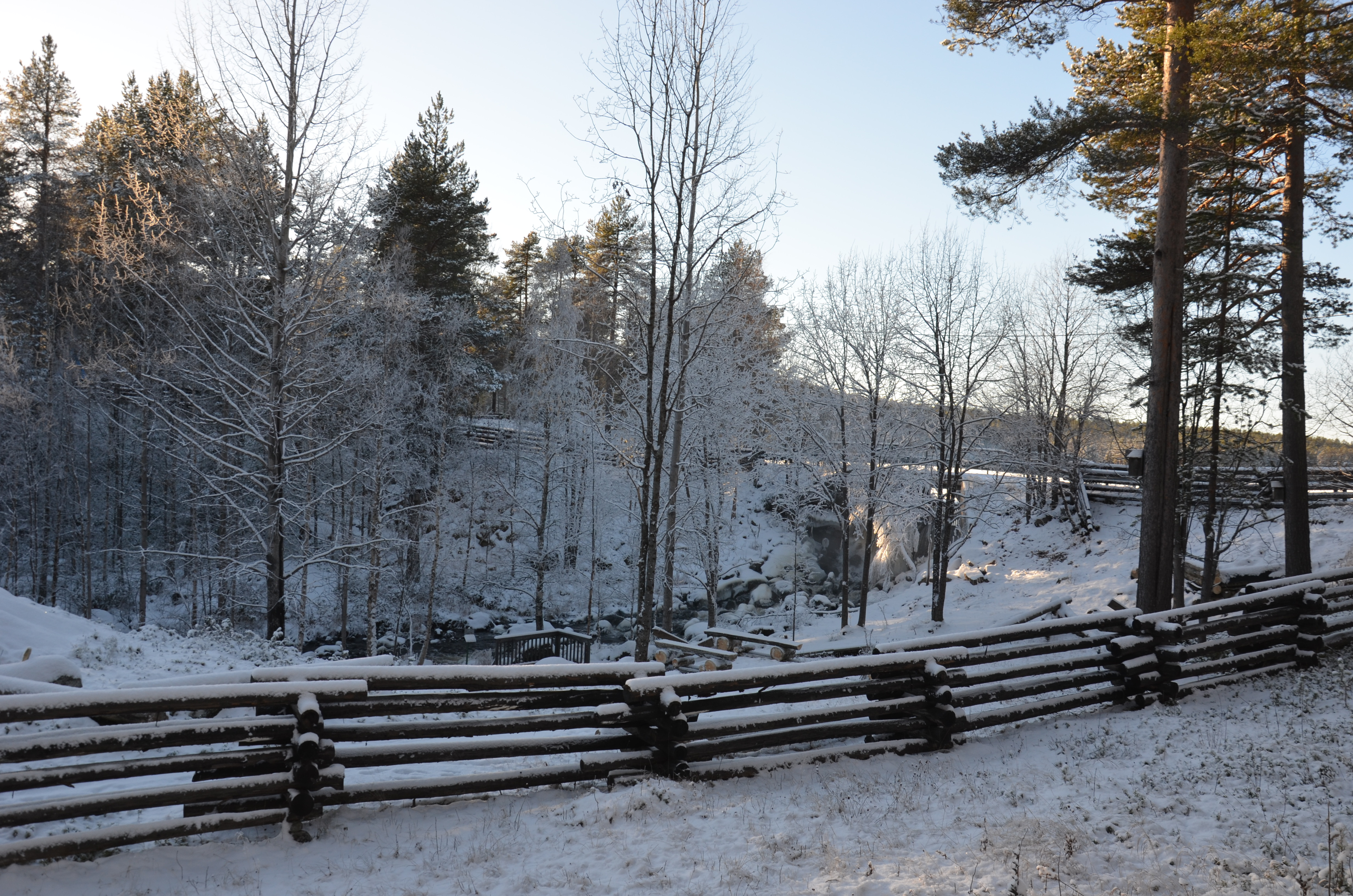
Västra delen av Jokkmokks fjällträdgård, mot Talvatissjöns utlopp i Kvarnbäcken

Jokkmokks fjällträdgård är en botanisk trädgård i Jokkmokk.
Jokkmokks fjällträdgård är anlagd 1995 på omkring en hektar i Kvarnbäckens ravin nedströms Talvatissjön. Den är en del av Ájtte, Svenskt fjäll- och samemuseum. Trädgården har växtbäddar med växter från ett antal olika fjällmiljöer, från kalfjället via skogen och myren till älven.

## Fjällträdgården bildas
Under 1990-talet var Bengt Rosén museichef för Ájtte, Svenskt fjäll- och samemuseum. Under en resa till Fjällbotaniska trädgården i Hemavan kom han till insikt om vad en trädgård kunde betyda. Han skriver följande: "Avsikten med Fjällträdgården var naturligtvis att ge besökarna på Ájtte och i Jokkmokk möjlighet att lära sig om fjäll- och fjällnära växter och vidare "Förutom botaniska kunskaper skulle Fjällträdgården även förmedla etnobiologiska kunskaper - om växtens namn, inte minst folkliga, däribland samiska sådana, om deras betydelse för föda/nödföda, virke, ved, medicin, spånadsväxter etc". Pengar till projektet söktes och Fjällträdgården invigdes 1995. Stig Lindberg var även viktig för projektet. Han spelade in en CD med sin orkester, "Ögonstenarna" som såldes till förmån för trädgården. Vid invigningen planterade Stig ett vårdträd i trädgården och efter hans död finns en bänk med hans namn placerad här.

## Trädgårdens huvuduppgift
Fjällträdgården informerar om de vilda växterna och träden i fjällkedjan och i de fjällnära skogarna. De är placerade på ett sådant sätt att man kan härleda dem tillbaka till sin ursprungliga plats i landskapet. På detta sätt kan man få en större förståelse för hur topografin, markförhållanden och tillgången till vatten ger förutsättningar för växtligheten. Även etnobiologi tas upp, här finns det beskrivet hur människorna i norr har använt och använder de vilda växterna. 

## Renvall
En renvall är en kulturhistorisk plats där samerna mjölkade sina renar. Renvallar finns i hela renskötselområdet, från både skogen och fjället. Renmjölkningskulturen upphörde i början av 1900-talet i samband med att renskötseln omdanades. Idag kan man se dessa vallar, som är delvis öppna ytor, beväxta med gräs och örter. De skiljer sig från den omgivande vegetationen i och med sin frodighet. En renvall finns även i Fjällträdgården. Den är tämligen nyanlagd och vill visa hur landskapet har använts tidigare. Vid renvallen finns även en tältkåta samt en flyttbar förvaringsställning.   

## Vetenskapsmän i Fjällträdgården
Två vetenskapsmän, Axel Hamberg och Carl von Linné finns även de närvarande i Fjällträdgården. Axel Hamberg fick i uppdrag att kartera Sarekfjällens glaciärer år 1895, vilket till sist resulterade i en naturvetenskaplig undersökning av hela området. I fjällträdgården finns en av Axel Hambergs fem forskarstugor från Sarek, nämligen den 1912 uppförda hyddan av plåt i  Tjågnoris (67°22′00″N 17°42′00″Ö / 67.36667°N 17.70000°Ö). Den togs ned från sin ursprungliga plats 1967 för en utställning på Jokkmokks museum om Axel Hamberg och demonterades därefter för att 1995 återuppföras i fjällträdgården i original. Axel Hamberg kallade byggnaderna för "hyddor" och dessa är byggda med två lager plåt med bomull emellan. Mätinstrument installerades bredvid hyddorna och på så sätt kunde vädret mätas fortlöpande. Axel Hamberg fick ofta hjälp av samer, både vid transport och övernattning.  
Botanikern Carl von Linnés beskrivningar av växternas användning och nytta finns med i trädgården vid 20 olika stationer. Från sin personliga dagbok vid den lappländska resan presenteras Linnés egna ord och tankar i en resa genom växtzonerna. 

## Bildgalleri

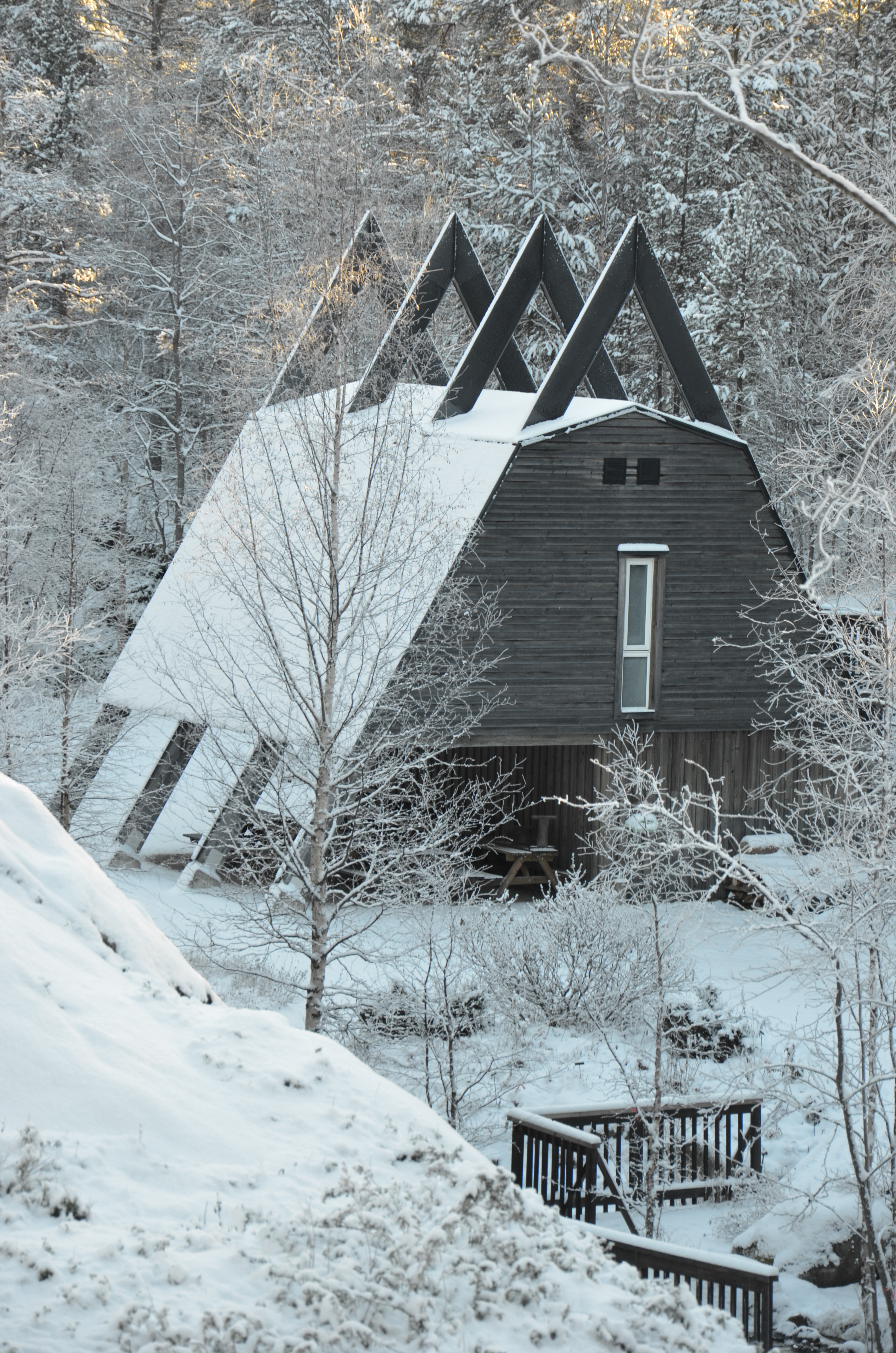
Informationshuset
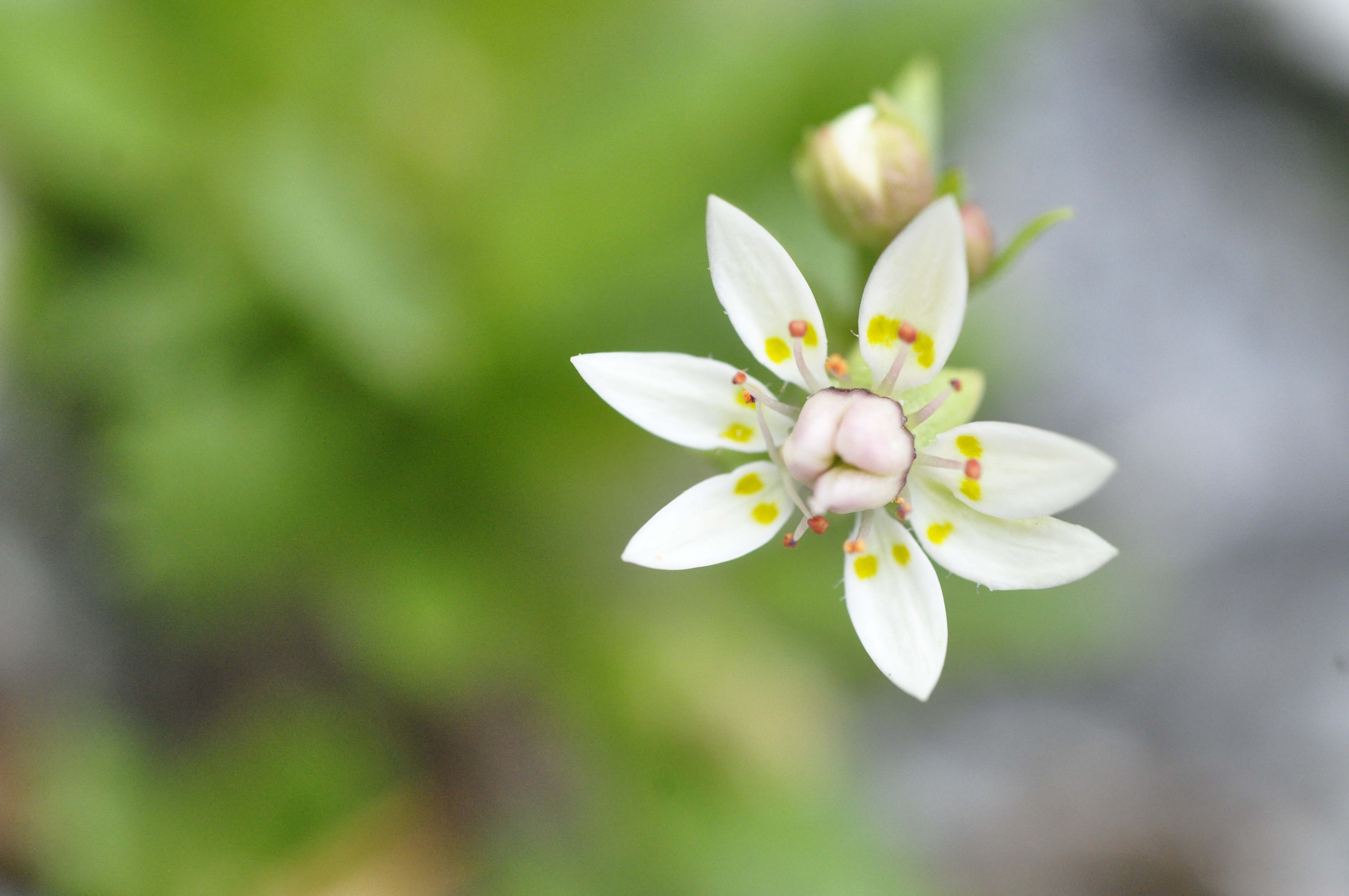
Stjärnbräcka